# Christian John
Christian John (ur. 5 kwietnia 1993 roku) – niemiecki zapaśnik walczący w stylu klasycznym. Zajął piąte miejsce na mistrzostwach Europy w 2017. Piąty w Pucharze Świata w 2017 i ósmy w 2016. Mistrz Europy juniorów w 2012. Trzeci na ME U-23 w 2015 i 2016.
Mistrz Niemiec w 2016, 2017 i 2018, a trzeci w 2011, 2014, 2015 i 2022 roku.